# 6695 Barrettduff
6695 Barrettduff (1986 PD1) là một tiểu hành tinh vành đai chính được phát hiện ngày 1 tháng 8 năm 1986 bởi E. F. Helin ở Palomar.